# Wilhelm Solisch
Wilhelm („Willi“) Solisch (* 6. Mai 1910 in Stettin; † 7. Dezember 1988 in Rostock) war ein deutscher Politiker (SED). Er war von 1956 bis 1960 Oberbürgermeister der Stadt Rostock.

## Leben
Solisch, Sohn eines Arbeiters, erlernte nach dem Besuch der Volksschule den Beruf des Kellners und fuhr mehrere Jahre zur See. Während des Zweiten Weltkriegs leistete er Kriegsdienst in der Wehrmacht und geriet in sowjetische Kriegsgefangenschaft.
Nach seiner Rückkehr nach Deutschland in die Sowjetische Besatzungszone wurde er Mitglied der Sozialistischen Einheitspartei Deutschlands (SED) und politischer Mitarbeiter der SED-Landesleitung Mecklenburg-Vorpommern. Später fungierte er als 2. bzw. 1. Sekretär der SED-Kreisleitung  Wismar. Von Januar 1956 bis Juli 1960 übte er das Amt des Oberbürgermeisters von Rostock aus  (Nachfolger des verstorbenen Bruno Schmidt). Während seiner Amtszeit entstand der Rostocker Überseehafen. Am 8. September 1959 unterzeichnete er in Rostock einen Freundschaftsvertrag zwischen  Rostock und der finnischen Stadt Turku. Ab Herbst 1960 war er Sekretär der Bezirkshandwerkskammer Rostock (Nachfolger von Karl Massel). Bis zu seinem Ausscheiden aus dem Arbeitsprozess war er als Kaderleiter im Bereich der Seeverkehrs- und Hafenwirtschaft tätig. Solisch starb im Alter von 78 Jahren.

## Auszeichnungen
- 1960 Vaterländischer Verdienstorden in Bronze